# Fácánlevél

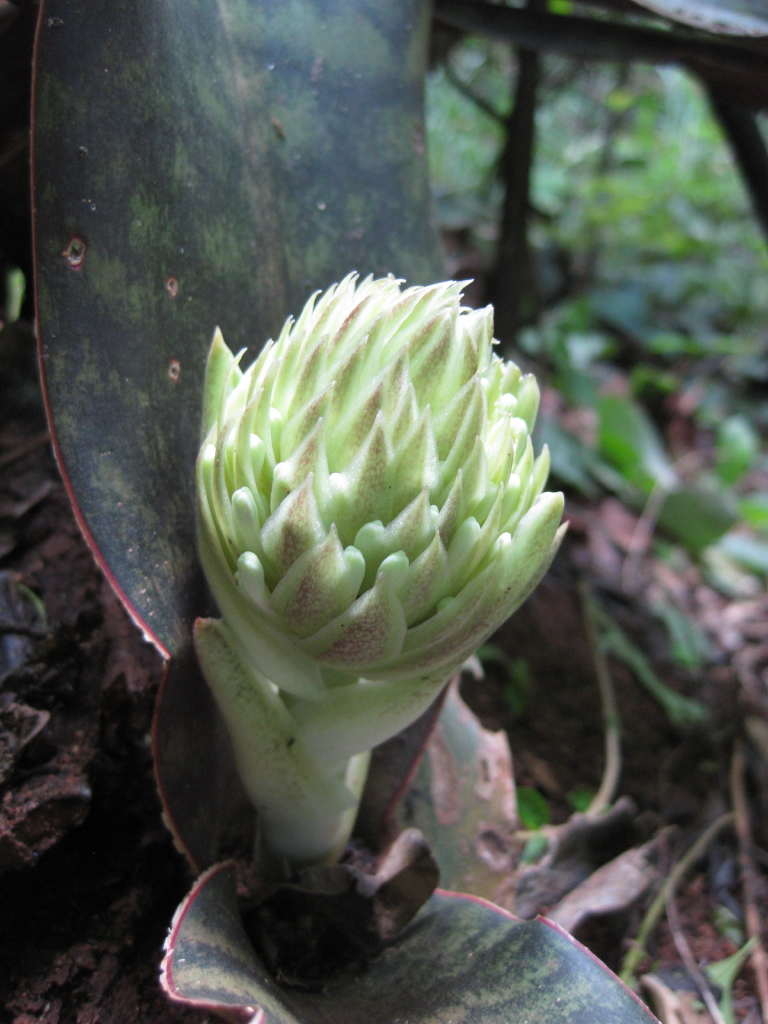
Sansevieria kirkii

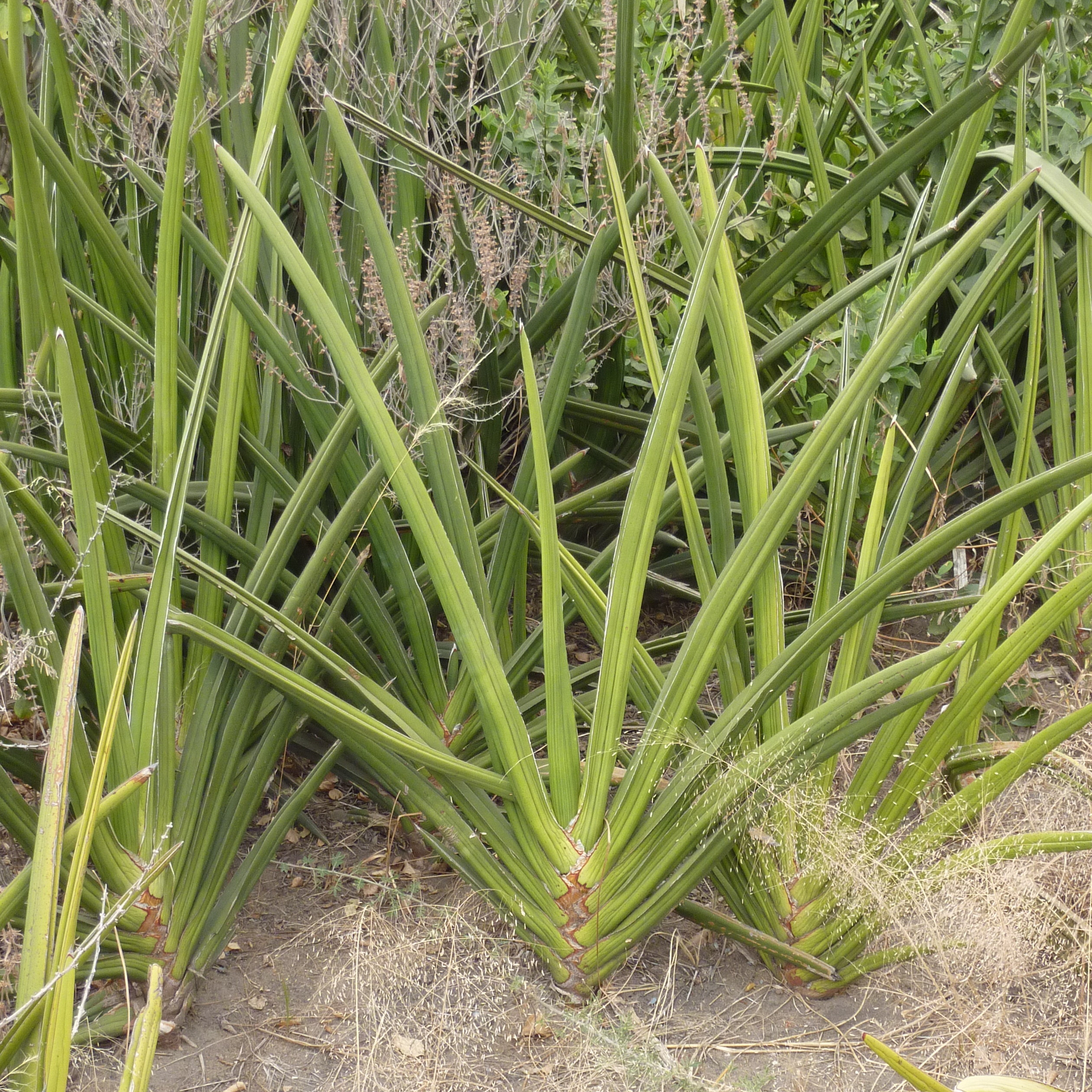
Sansevieria ehrenbergii

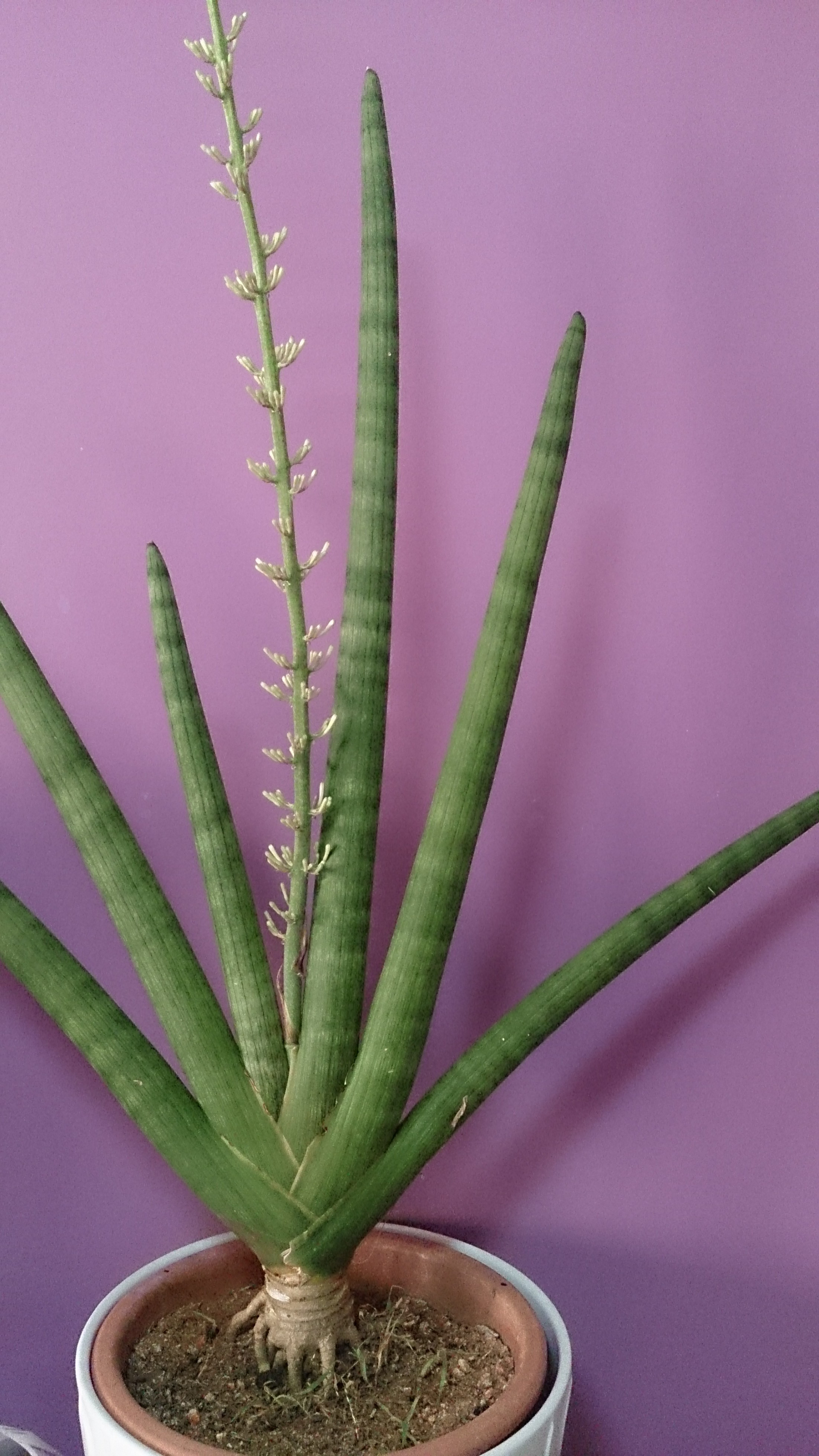
Sansevieria cylindrica

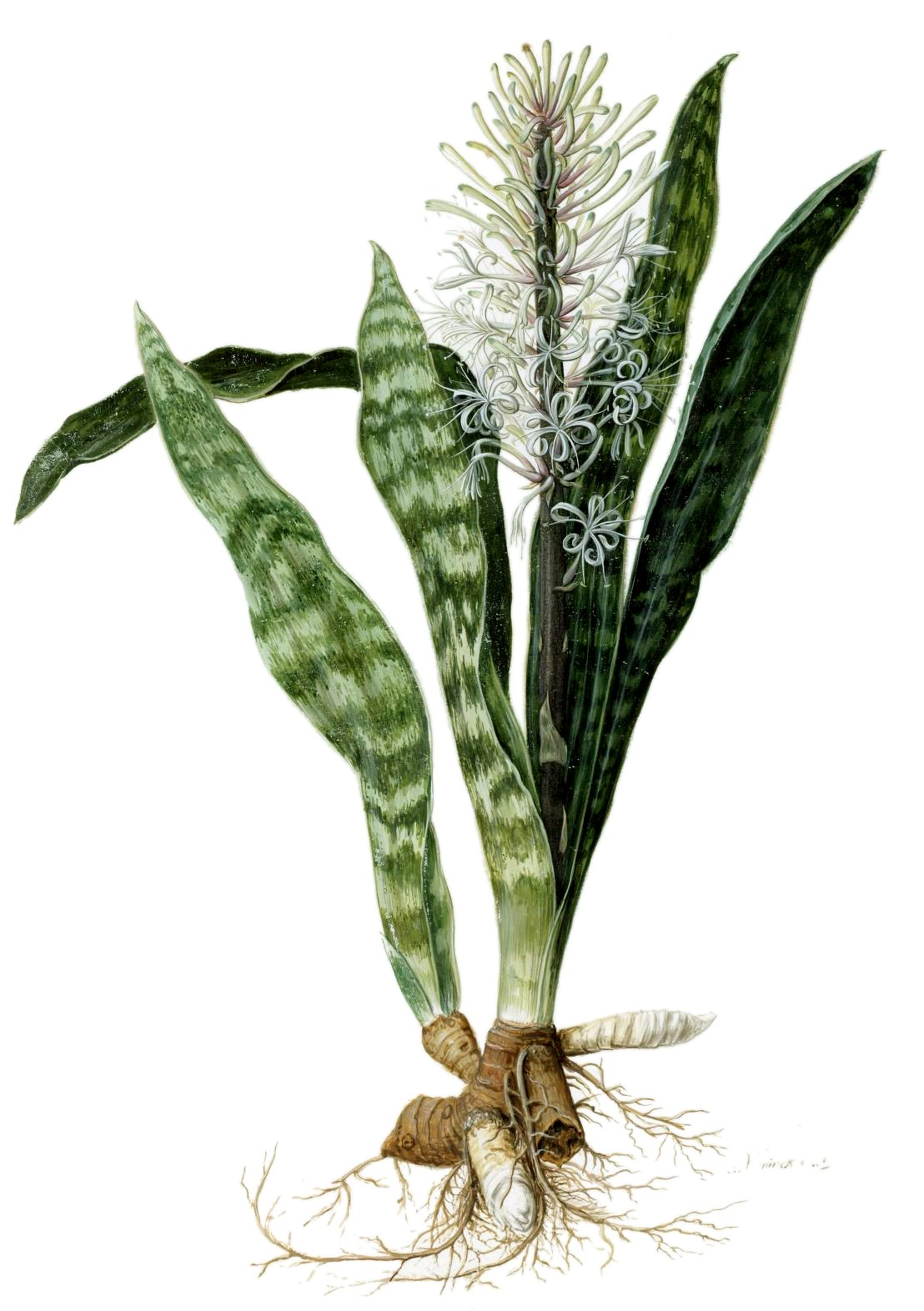
Sansevieria hyacinthoides

A fácánlevél (Sansevieria) az egyszikűek (Liliopsida) osztályának spárgavirágúak (Asparagales) rendjébe, ezen belül a spárgafélék (Asparagaceae) családjába tartozó nemzetség. Ez a nemzetség mintegy 70 önálló fajt számlál, melyek a virágos növények közé tartoznak és elsődlegesen Afrikában, Madagaszkáron, valamint Dél-Ázsiában őshonosak. Gyakran a Dracaena családba sorolják, de az APG III osztályozási rendszer szerint minden faja az Asparagaceae családba, továbbá a Nolinoideae alcsaládba tartoznak, melyet korábban Ruscaceae néven neveztek. Régebben még a Dracaenaceae családba helyezték, ám ez napjainkban már nem létezik.

## Tudnivalók
A nemzetség körülbelül 70-71 faja a kontinentális Afrikában, Madagaszkáron és Dél-Ázsiában őshonos.
A különböző fajok a sivatagoktól a trópusi esőerdőkig lelhetők fel. Főleg gyöktörzs és indahajtás segítségével terjednek.

## Rendszerezés
A nemzetségbe az alábbi fajcsoportok, alfajcsoportok és fajok tartoznak (meglehet, hogy a lista hiányos):
- Sansevieria sect. Cephalantha Jankalski (2009)
  - Sansevieria fischeri (Baker) Marais (1986)
  - Sansevieria formosa
  - Sansevieria hallii Chahin. (1996)
  - Sansevieria humiflora D.J.Richards (2004)
  - Sansevieria kirkii Baker (1887)
  - Sansevieria sambiranensis
  - Sansevieria scimitariformis D.J.Richards (2002)
  - Sansevieria sinus-simiorum
  - Sansevieria stuckyi God.-Leb. (1903)

- Sansevieria sect. Dracomima Jankalski (2009)
  - Sansevieria arborescens
  - Sansevieria ascendens
  - Sansevieria bagamoyensis
  - Sansevieria dumetescens
  - Sansevieria ehrenbergii Schweinf. ex Baker, J. Linn. Soc., Bot. 14: 549. 1875.
  - Sansevieria perrotii
  - Sansevieria pinguicula
  - Sansevieria powellii
  - Sansevieria powysii

- Sansevieria sect. Sansevieria
  - Sansevieria subsect. Hastifoliae P.A.Mansf. (2013)
    - Sansevieria bacularis
    - Sansevieria burdettii
    - Sansevieria canaliculata
    - Sansevieria cylindrica Boyer
    - Sansevieria ebracteata
    - Sansevieria eilensis
    - Sansevieria erythraeae
    - Sansevieria hargeisana
    - Sansevieria pearsonii
    - Sansevieria pfisteri
    - Sansevieria sordida
    - Sansevieria varians
    - Sansevieria volkensii
    - Sansevieria zeylanica

  - Sansevieria subsect. Sansevieria
    - Sansevieria aethiopica
    - Sansevieria aubrytiana
    - Sansevieria braunii
    - Sansevieria burmanica
    - Sansevieria concinna
    - Sansevieria conspicua
    - Sansevieria dawei
    - Sansevieria dooneri
    - Sansevieria fasciata
    - Sansevieria forskaoliana
    - Sansevieria frequens
    - Sansevieria gracillima
    - Sansevieria hyacinthoides (L.) Druce - szinonimája: Sansevieria thyrsiflora Thunb., nom. illeg.
    - Sansevieria liberica
    - Sansevieria lineata
    - Sansevieria longiflora
    - Sansevieria longistyla
    - Sansevieria masoniana
    - Sansevieria metallica
    - Sansevieria nilotica
    - Sansevieria nitida
    - Sansevieria parva
    - Sansevieria pedicellata
    - Sansevieria raffillii
    - Sansevieria roxburghiana
    - Sansevieria senegambica
    - Sansevieria subspicata
    - Sansevieria subtilis
    - anyósnyelv (Sansevieria trifasciata) Prain, 1903

  - Sansevieria subsect. Stoloniferae P.A.Mansf. (2013)
    - Sansevieria ballyi
    - Sansevieria bella
    - Sansevieria caulescens
    - Sansevieria downsii
    - Sansevieria francisii
    - Sansevieria gracilis
    - Sansevieria phillipsiae
    - Sansevieria suffruticosa N.E.Br.

- Incertae sedis, azaz „bizonytalan helyzetűek”:
  - Sansevieria × itumea
  - Sansevieria newtoniana T. G. Forrest, 2014